# Jenny Teleman
Jenny Teleman, född 29 maj 1973, är en svensk kulturjournalist.
Teleman arbetar som programledare och kritiker på Sveriges Radios kulturredaktion. Hon har tidigare arbetat som teaterkritiker för bland annat Aftonbladet.
År 2017 utsågs hon till Årets stilist av tidningen Journalisten.